# Stade Francisco-Montaner
Le stade Francisco-Montaner (en espagnol : Estadio Francisco Montaner, et en anglais : Francisco Montaner Stadium), également connu sous le nom de Parque Paquito Montaner, est un stade omnisports (servant principalement pour le baseball et le football) portoricain situé dans la ville de Ponce.
Le stade, doté de 16 000 places,, et inauguré en 1949, sert d'enceinte à domicile à l'équipe de baseball des Leones de Ponce, ainsi que pour l'équipe de football du Club Atlético River Plate Porto Rico.
Le stade porte le nom de Francisco Montaner, ancienne gloire du baseball portoricain.

## Histoire
La construction du stade débute en 1947, et est finalement inauguré le 15 octobre 1949. Le basket-ball pouvait être pratiqué dans le stade à ses débuts.
À ses débuts, le stade était utilisé comme stade d'entraînement hivernal par les Yankees de New York.
Le stade est connu pour être le premier stade de l'île disposant d'une pelouse artificielle,.
L'athlétisme est pratiqué au stade du mois de février à août. La piste est entièrement recouverte durant la saison régulière de baseball entre novembre et janvier.
Le stade est également utilisé pour l'entraînement hivernal par de nombreux joueurs de la Ligue majeure de baseball.
Le stade accueille également une fois par an le Ponce Grand Prix d'athlétisme.

## Événements
- Février 1958 : Prédication du pasteur évangéliste Billy Graham[12].
- 19-30 novembre 1993 : 17e Jeux d'Amérique centrale et des Caraïbes
- 26-28 mai 2006 : Championnats ibéro-américains d'athlétisme de 2006.

## Galerie

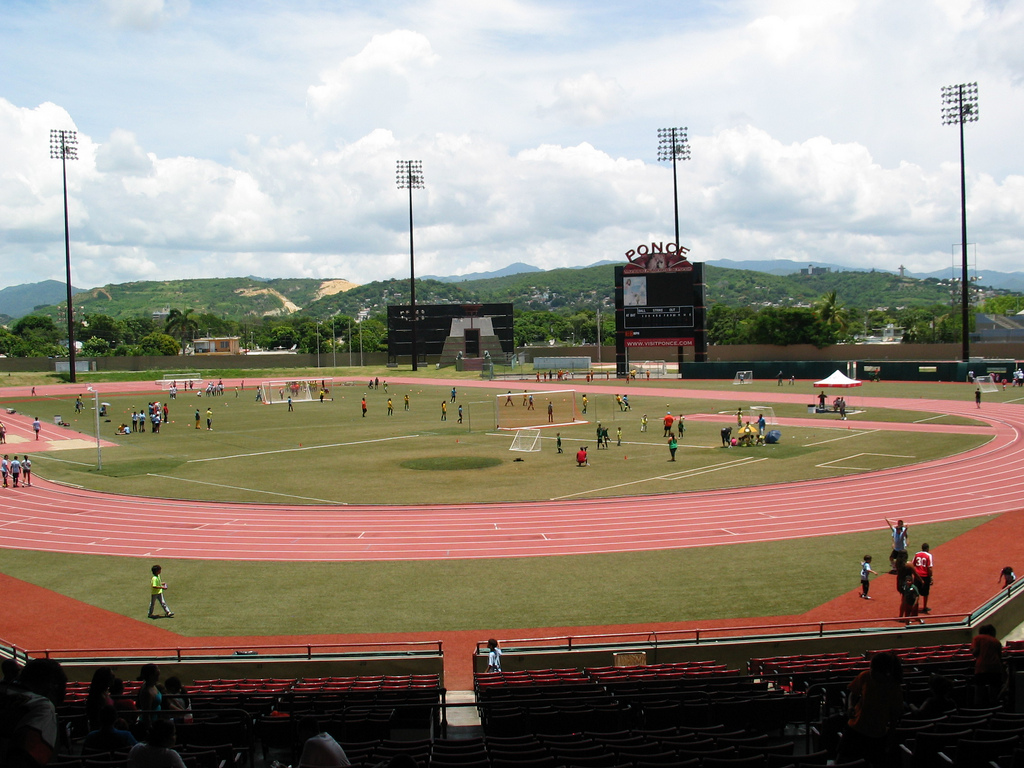
Vue du Parque Paquito Montaner durant un match de football